# Carabus blaptoides
Carabus blaptoides es una especie de insecto adéfago del género Carabus, familia Carabidae. Fue descrita científicamente por Kollar en 1836.
Habita en Japón y Rusia. Las especies son de color negro, pero pueden tener un pronoto morado o verde.